# Nederlands kampioenschap tafeltennis 2023
Het Nederlands kampioenschap tafeltennis 2023 werd gehouden in Zwolle op 25 en 26 maart 2023.
Op het programma stonden vijf onderdelen:
- Enkelspel mannen. Regerend kampioen was Trinko Keen.
- Enkelspel vrouwen. Regerend kampioen was Emine Ernst.
- Dubbelspel mannen. Regerend kampioenen waren Barry Berben en Kas van Oost.
- Dubbelspel vrouwen. Regerend kampioenen waren Sanne de Hoop en Yana Timina.
- Gemengd dubbel. Regerend kampioenen waren Kas van Oost en Dobrila Jorguseska.

## Medaillewinnaars
| Onderdeel        | Goud                           | Zilver                          | Brons                                                                  |
| Enkelspel (m)    | Barry Berben                   | Kas van Oost                    | Gabrielius Camara Trinko Keen                                          |
| Enkelspel (v)    | Emine Ernst                    | Tanja Helle                     | Dobrila Jorguseska Sanne de Hoop                                       |
| Dubbel (m)       | Barry Berben Kas van Oost      | Michel de Boer Milo de Boer     | Lode Hulshof Thijs Smit Patrick Bruijne Nolan Schultz                  |
| Dubbel (v)       | Dobrila Jorguseska Shuohan Men | Esmee van Marwijk Kim Vermaas   | Tanja Helle Chana van der Venne Fleur Hoogeveen Heleen Mulderij-Roewen |
| Dubbel (gemengd) | Barry Berben Tali Cohen        | Kas van Oost Dobrila Jorguseska | Colin Rengers Shuohan Men Gerard Bakker jr. Kim Vermaas                |